# Łukjaniwśka
Łukjaniwśka (ukr. Лук'янiвська) – jedna ze stacji kijowskiego metra na linii Syrećko-Peczerśka. Została otwarta 30 grudnia 1996. 
Stacja powstała w ramach rozbudowy linii do rejonu Syreć.
Znajduje się w centrum placu Łukjaniwskiego.